# Смольников Ігор Олександрович
Ігор Смольников (рос. Смольников Игорь Александрович, нар. 8 серпня 1988, Кам'янськ-Уральський) — російський футболіст, захисник клубу «Арсенал» (Тула).
Виступав, зокрема, за клуби «Торпедо» (Москва) та «Зеніт», а також національну збірну Росії.
Чемпіон Росії. Володар Суперкубка Росії. Володар Кубка Росії.

## Клубна кар'єра
Народився 8 серпня 1988 року в місті Каменськ-Уральський. Вихованець юнацьких команд футбольних клубів «Локомотив» (Москва) та «Торпедо» (Москва).
У дорослому футболі дебютував 2006 року виступами за команду клубу «Торпедо» (Москва), в якій провів один сезон, взявши участь у 30 матчах чемпіонату. Більшість часу, проведеного у складі московського «Торпедо», був основним гравцем захисту команди.
Згодом з 2008 по 2013 рік грав у складі команд клубів «Локомотив» (Москва), «Урал», «Чита», «Локомотив» (Москва), «Жемчужина» (Сочі), «Ростов» та «Краснодар».
До складу клубу «Зеніт» приєднався 2013 року. За «Зеніт» провів 198 матчів, забив 10 м'ячів і віддав 11 результативних передач в усіх турнірах, і покинув команду в липні 2020 року.
29 липня 2020 роки після закінчення контракту перейшов в «Краснодар».
Влітку 2021 став гравцем тульського «Арсенала»

## Виступи за збірні
Взяв участь у 23 іграх на юнацькому рівні, відзначившись 7 забитими голами.
У 2009 році залучався до складу молодіжної збірної Росії. На молодіжному рівні зіграв в одному офіційному матчі.
У 2013 році дебютував в офіційних матчах у складі національної збірної Росії.
У складі збірної був учасником чемпіонату Європи 2016 року у Франції, де взяв участь в усіх трьох матчах своєї команди, яка не подолала груповий етап.
На початку червня 2018 року був включений до заявки збірної Росії на домашній для неї тогорічний чемпіонат світу.
11 травня 2021 року було включено до резервного списку збірної Росії для підготовки до чемпіонату Європи 2020 року, але в остаточну заявку на турнір не потрапив.
| Дата       | Місто           | Господарі   | Результат | Гості          | Турнір                               | Голи | Примітки |
| ---------- | --------------- | ----------- | --------- | -------------- | ------------------------------------ | ---- | -------- |
| 19-11-2013 | Дубай           | Росія       | 2 – 1     | Південна Корея | товариський матч                     | -    | 75'      |
| 03-09-2014 | Хімки           | Росія       | 4 – 0     | Азербайджан    | товариський матч                     | -    |          |
| 08-09-2014 | Хімки           | Росія       | 4 – 0     | Ліхтенштейн    | Відбір до ЧЄ 2016                    | -    |          |
| 09-10-2014 | Стокгольм       | Швеція      | 1 – 1     | Росія          | Відбір до ЧЄ 2016                    | -    | 12'      |
| 27-03-2015 | Подгориця       | Чорногорія  | 0 – 3     | Росія          | Відбір до ЧЄ 2016                    | -    |          |
| 07-06-2015 | Хімки           | Росія       | 4 – 2     | Білорусь       | товариський матч                     | -    | 51'      |
| 14-06-2015 | Москва          | Росія       | 0 – 1     | Австрія        | Відбір до ЧЄ 2016                    | -    |          |
| 05-09-2015 | Москва          | Росія       | 1 – 0     | Швеція         | Відбір до ЧЄ 2016                    | -    |          |
| 08-09-2015 | Вадуц           | Ліхтенштейн | 0 – 7     | Росія          | Відбір до ЧЄ 2016                    | -    |          |
| 09-10-2015 | Кишинів         | Молдова     | 1 – 2     | Росія          | Відбір до ЧЄ 2016                    | -    | 27'      |
| 26-03-2016 | Москва          | Росія       | 3 – 0     | Литва          | товариський матч                     | -    |          |
| 29-03-2016 | Сен-Дені        | Франція     | 4 – 2     | Росія          | товариський матч                     | -    | 69'      |
| 01-06-2016 | Інсбрук         | Чехія       | 2 – 1     | Росія          | товариський матч                     | -    |          |
| 05-06-2016 | Монако          | Сербія      | 1 – 1     | Росія          | товариський матч                     | -    | 62'      |
| 11-06-2016 | Марсель         | Англія      | 1 – 1     | Росія          | ЧЄ 2016 - 1-й етап                   | -    |          |
| 15-06-2016 | Вільнев-д'Аск   | Росія       | 1 – 2     | Словаччина     | ЧЄ 2016 - 1-й етап                   | -    |          |
| 20-06-2016 | Тулуза          | Росія       | 0 – 3     | Уельс          | ЧЄ 2016 - 1-й етап                   | -    |          |
| 09-10-2016 | Краснодар       | Росія       | 3 – 4     | Коста-Рика     | товариський матч                     | -    | 85'      |
| 05-06-2017 | Будапешт        | Угорщина    | 0 – 3     | Росія          | товариський матч                     | -    | 76'      |
| 09-06-2017 | Москва          | Росія       | 1 – 1     | Чилі           | товариський матч                     | -    | 66'      |
| 24-06-2017 | Казань          | Росія       | 1 – 2     | Мексика        | Кубок Конфедерацій 2017 - 1-й етап   | -    | 70'      |
| 11-11-2017 | Москва          | Росія       | 0 – 1     | Аргентина      | товариський матч                     | -    | 46'      |
| 14-11-2017 | Санкт-Петербург | Росія       | 3 – 3     | Іспанія        | товариський матч                     | -    | 87'      |
| 23-03-2018 | Москва          | Росія       | 0 – 3     | Бразилія       | товариський матч                     | -    | 80'      |
| 27-03-2018 | Санкт-Петербург | Росія       | 1 – 3     | Франція        | товариський матч                     | -    | 46'      |
| 30-05-2018 | Інсбрук         | Австрія     | 1 – 0     | Росія          | товариський матч                     | -    | 68'      |
| 05-06-2018 | Москва          | Росія       | 1 – 1     | Туреччина      | товариський матч                     | -    | 77'      |
| 25-06-2018 | Самара          | Росія       | 0 – 3     | Уругвай        | ЧС 2018 - груповий етап              | -    | 27', 36' |
| 10-09-2018 | Ростов-на-Дону  | Росія       | 5 – 1     | Чехія          | товариський матч                     | -    | 64'      |
| 14-10-2020 | Москва          | Росія       | 0 – 0     | Угорщина       | Ліга націй УЄФА 2020—2021 - 1-й етап | -    |          |
| Усього     |                 | Матчів      | 30        |                | Голів                                | 0    |          |

## Титули і досягнення
- Чемпіон Росії (3):

«Зеніт»: 2014–15, 2018–19, 2019–20
- Володар Суперкубка Росії (2):

«Зеніт»: 2015, 2016
- Володар Кубка Росії (2):

«Зеніт»: 2015–16, 2019–20